# 吉田正春
吉田 正春（よしだ まさはる、1852年6月6日（嘉永5年4月19日） - 1921年（大正10年）1月18日）は、日本の外交官。吉田東洋の嫡男。通称は源太郎。号は静海、暦園。日本人として初めてイラン（当時はペルシア）を訪れた「吉田正春使節団」団長。

## 来歴

### 生い立ち
1852年6月6日（嘉永5年4月19日）、土佐藩参政（上士）吉田東洋の嫡男として、高知城下に生まれる。母は後藤正澄の三女（琴）。
1862年5月6日（文久2年4月8日）、11歳の時に父・東洋が高知城下帯屋町で、土佐勤王党の那須信吾、大石団蔵、安岡嘉助によって暗殺される。
1864年（元治元年）、13歳で母が病死し、以後、祖母の再従兄にあたる後藤象二郎の扶助によって育てられ、土佐藩校の致道館で学ぶ。象二郎も幼少期に父正晴を失い、義理の叔父にあたる東洋に預けられて育ったので、彼にとっては恩返しの意味も込められ、東洋暗殺の首犯（武市瑞山）検挙と、遺児正春を大切に育てることを誓っていた。

### 官僚時代
1871年（明治4年）の廃藩置県を期に上京し、英語学を修めて外務省に奉職。
1874年（明治7年）、愛媛県松山裁判所に判事として出向中、佐賀の乱に破れて逃走中の江藤新平を警官が発見したが、「後世の世で英雄と讃えられるに足る人物」を惜しみ、逮捕命令を遅らせてその逃亡を消極的に助ける。
1879年（明治12年）5月20日、親友で旧土佐藩士の真辺正精が高知から来訪し、正春の眼前で自殺した。
1880年（明治13年）外務省理事官に任ぜられる。同年4月6日、外務卿井上馨より、ペルシアと日本との国交樹立や貿易の準備のための情勢調査の命を受けて、外務省御用掛の正春を正使、陸軍工兵大尉の古川宣誉を副使とし、他に商社大倉組の横山孫一郎らの商人たちと軍艦比叡（艦長伊東祐亨）に乗り出航する。
1880年（明治13年）7月、インド人の通訳や、ペルシア人の料理夫などを含めた総勢10人の使節団を率いて、ペルシア湾岸のブーシェフルから、駱駝に跨がってイラン高原を北上、シーラーズを通り、ペルセポリスなどの遺跡や、エスファハーンを経由して、9月10日、首都テヘランに到着し、9月27日、日本人として初めてペルシアを訪れ、ペルシア国王ナーセロッディーン・シャーに謁見し通商開始の許可を得た。約2ヶ月後の12月30日にテヘランを発ち、カスピ海を渡り、1881年（明治14年）2月12日にオスマン帝国の首都イスタンブールに到着、日本人として初めてオスマン皇帝（アブデュルハミト2世）に謁見した。その後、オーストリア＝ハンガリー帝国のウィーン、ロシア帝国のサンクトペテルブルクを通って帰国している。その後法制局に転じて、1882年（明治15年）、大日本帝国憲法の制定準備のために伊藤博文が欧州を見学することとなり、正春もこれに随行して渡欧する。
1886年（明治19年）、詐欺財取罪で有罪となり免本官、従六位返上を命じられ、勲六等を褫奪された。なおこの事件は後に無罪となっている。
後に大和新聞社に入る。また立志社に入り板垣退助らの自由民権運動に加わって言論活動を盛んにし、従兄の後藤象二郎を補佐して大同団結運動にも活躍した。
1894年（明治27年）、『回疆探検 波斯之旅』を著す。
晩年は中国大陸に渡り、日中親善に尽力した。
1921年（大正10年）1月18日死去、70歳。東京の谷中霊園に葬られ、親友の真辺の横に墓が建てられた。法名は等正院明堂静海大居士。

## 家族
- 祖父：吉田正清
- 祖母：吉田正幸の娘
  - 父：吉田正秋（東洋）
  - 母：後藤正澄の三女（琴）
    - 吉田正春（源太郎）
    - 妻：正覚院節道知貞大姉

## 吉田正春使節団

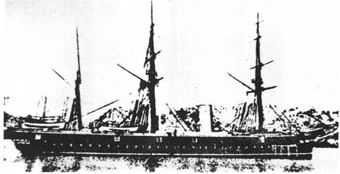
一行は演習のため印度洋に向かう軍艦比叡で品川を出発

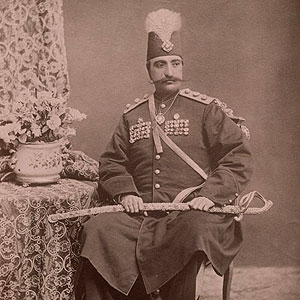
ペルシャ国王ナーセロッディーン・シャー

ペルシャの商況調査団として明治13年（1880年）に派遣された。これは、1875年の樺太・千島交換条約により駐露特命全権公使となった榎本武揚と書記官の西徳次郎が欧州旅行中のペルシャ国王ナーセロッディーン・シャーとロシアで会見し、将来の通商協定を視野に相互に調査団を派遣することに合意したことから実行された。記録に残る日本人による初めてのイラン訪問となったが、吉田らは政府高官でもなく信任状も持たない商況調査団であったことから、ペルシャ側の思惑と一致せず冷遇された。吉田使節団ののち、1895年に福島安正が、1899年に家永豊吉がイランを訪問したが、両国の国交樹立は1926年であった。
- 使節団員

外務省御用掛・吉田正春、陸軍参謀本部工兵大尉・古川宣誉、大倉組商会副頭取・横山孫一郎、同社員・土田政次郎、七宝焼磁器商・後藤猪太郎、小間物商・藤田多吉、金銀細工物商・三河鋳二郎
- 日程

1880年4月に日本を出発し、9月27日にテヘランにてナーセロッディーン・シャー国王に謁見、翌年トルコ経由にて帰国
- ルート

軍艦「比叡」に同乗し、香港・シンガポール・トリンコマリー（スリランカ）・ボンベイ（インド）・マスカット（オマーン）を経てブーシェフル（イラン）に入り、香港から英国客船に乗り換えた吉田・横山らはバスラ→バグダードを視察、ブシールに戻って比叡の古川・土田と合流し、シーラーズ→イスパハン→テヘラン→レシト→アンザリー
- 報告書

『外務省御用掛吉田正春波斯渡航一件』（内閣文庫所蔵）。ほかに吉田は『波斯の旅濃』（博文館 明治27年），古川は『波顛紀行滋』（参謀本部，明治24年〉を著した。

## 補注
1. ↑  谷中霊園の「吉田正春」の墓碑参照。
2. ↑  吉田正春谷中・桜木・上野公園路地裏徹底ツアー
3. ↑  鈴木（1989）pp.305
4. ↑  官報 1886年6月29日 二九四頁
5. ↑  非職外務書記官吉田正春免官ノ件
6. ↑  逓信省監察官吉田正春波斯国獅子太陽第二等勲章及土耳其国美治恵第三等勲章受領及佩用願ノ件
7. ↑  明治の日本とイラン : 吉田正春使節団(1880)について岡﨑正孝, 大阪外国語大学学報. 70(3)  1985-11-30
8. ↑  明治期先覚者吉田正春とその事績--「考古学」および「西アジア」の視点より大津忠彦、筑紫女学園大学・短期大学部人間文化研究所年報(18), 157-169, 2007-08、筑紫女学園大学・短期大学部人間文化研究所
9. ↑  外交史料館特別展示「日本とペルシャ・イラン」I　明治政府とペルシャ　吉田使節団派遣外務省、平成27年5月18日
10. ↑  もう、行くしかない！明治初の本格的な軍艦「比叡」のペルシャ湾航海大井 昌靖、和楽web、小学館、2021.09.15